# Destord
Destord és un municipi francès, situat al departament dels Vosges i a la regió del Gran Est. L'any 2007 tenia 240 habitants.

## Demografia

### Població
El 2007 la població de fet de Destord era de 240 persones. Hi havia 81 famílies, de les quals 8 eren unipersonals (4 homes vivint sols i 4 dones vivint soles), 26 parelles sense fills, 43 parelles amb fills i 4 famílies monoparentals amb fills.
La població ha evolucionat segons el següent gràfic:
Habitants censats

### Habitatges
El 2007 hi havia 93 habitatges, 81 eren l'habitatge principal de la família, 7 eren segones residències i 5 estaven desocupats. 87 eren cases i 6 eren apartaments. Dels 81 habitatges principals, 68 estaven ocupats pels seus propietaris i 13 estaven llogats i ocupats pels llogaters; 1 tenia dues cambres, 3 en tenien tres, 16 en tenien quatre i 61 en tenien cinc o més. 66 habitatges disposaven pel capbaix d'una plaça de pàrquing. A 37 habitatges hi havia un automòbil i a 40 n'hi havia dos o més.

### Piràmide de població
La piràmide de població per edats i sexe el 2009 era:
| Homes | Edats   | Dones |
| ----- | ------- | ----- |
| 0     | 95 o +  | 0     |
| 0     | 90 a 94 | 0     |
| 0     | 85 a 89 | 4     |
| 0     | 80 a 84 | 0     |
| 0     | 75 a 79 | 4     |
| 0     | 70 a 74 | 0     |
| 4     | 65 a 69 | 0     |
| 0     | 60 a 64 | 4     |
| 4     | 55 a 59 | 0     |
| 8     | 50 a 54 | 4     |
| 16    | 45 a 49 | 12    |
| 12    | 40 a 44 | 8     |
| 4     | 35 a 39 | 20    |
| 8     | 30 a 34 | 0     |
| 4     | 25 a 29 | 4     |
| 16    | 20 a 24 | 16    |
| 8     | 15 a 19 | 12    |
| 16    | 10 a 14 | 12    |
| 4     | 5 a 9   | 8     |
| 4     | 0 a 4   | 16    |

## Economia
El 2007 la població en edat de treballar era de 169 persones, 130 eren actives i 39 eren inactives. De les 130 persones actives 109 estaven ocupades (65 homes i 44 dones) i 21 estaven aturades (8 homes i 13 dones). De les 39 persones inactives 8 estaven jubilades, 14 estaven estudiant i 17 estaven classificades com a «altres inactius».

### Ingressos
El 2009 a Destord hi havia 84 unitats fiscals que integraven 218 persones, la mediana anual d'ingressos fiscals per persona era de 16.520 €.

### Activitats econòmiques
Dels 8 establiments que hi havia el 2007, 1 era d'una empresa alimentària, 3 d'empreses de construcció, 2 d'empreses de comerç i reparació d'automòbils, 1 d'una empresa de transport i 1 d'una empresa immobiliària.
Dels 3 establiments de servei als particulars que hi havia el 2009, 1 era un taller de reparació d'automòbils i de material agrícola, 1 paleta i 1 electricista.
L'únic establiment comercial que hi havia el 2009 era una fleca.
L'any 2000 a Destord hi havia 7 explotacions agrícoles que ocupaven un total de 344 hectàrees.

## Equipaments sanitaris i escolars
El 2009 hi havia una escola elemental integrada dins d'un grup escolar amb les comunes properes formant una escola dispersa.

## Poblacions més properes
El següent diagrama mostra les poblacions més properes.